# Helma Lodders
Helma Lodders (Klundert, 21 de junio de 1968) es una política neerlandesa que actualmente ocupa un escaño en la Segunda Cámara de los Estados Generales por el Partido Popular por la Libertad y la Democracia (Volkspartij voor Vrijheid en Democratie) desde el 17 de junio de 2010. Anteriormente, se desempeñó como concejala de Zeewolde entre 1998 y 2002, asumiendo luego como alcaldesa en la misma municipalidad, ejerciendo tal cargo entre 2002 y 2008.